# Ugnfåglar
Ugnfåglar (Furnariidae) är en stor familj av små till medelstora suboscina tättingar som återfinns i Central- och Sydamerika.

## Utseende och levnadssätt
Ugnfåglarna är en mångskiftande grupp insektsätare. De har fått sitt namn av de utarbetade bon som några arter inom släktet Furnarius bygger av lera, och som har ett ugnsliknande utseende. Dock bygger merparten av familjens arter sina bon av kvistar eller häckar i håligheter i klippor. Ugnfåglarnas bon är alltid överbyggda och de lägger upp till sex blekt blågröna eller vita ägg. Äggen ruvas i 15–22 dagar och ungarna blir flygga efter ytterligare 13–20 dagar.
De är små till medelstora fåglar, som varierar mellan 9 och 35 centimeter på längden. Medan vissa arter är mycket specialiserade vad gäller habitatval återfinns arter av denna familj nästan i alla typer av neotropiska områden. Två arter återfinns till och med vid klippiga kuster.

## Systematik
Numera behandlas gruppen trädklättrare, tidigare behandlad som den egna familjen Dendrocolaptidae, som del av familjen ugnfåglar på grund av data från analyser baserade på den mitokondriella genen för enzymet cytokrom b och ett flertal olika nDNA-sekvenseringar.
Trädklättrarnas systematik omprövades av Rajkow 1994 baserat på morfologi och av Irestedt et al. 2004 baserat på analyser av mtDNA. Utifrån data av den senare genomgången så bekräftades huvud-utvecklingslinjen inom underfamiljen Furnariinae,  samtidigt som vissa nya utvecklingslinjer upptäcktes och släktskapet mellan många släkten var tvungna att omprövas.
Den taxonomiska uppställningen som presenteras här nedan baseras på Derryberry et al 2011 och Clarmunt et al 2013 och har implementerats av de båda internationella taxonomiska auktoriteterna Clements et al och International Ornithological Congress. Studierna har påvisat att konvergent evolution är vanlig i familjen, vilket inneburit att arter och släkten som man tidigare trodde var nära släkt baserat på morfologi står långt ifrån varandra genetiskt och vice versa. Flera släkten har således delats upp i flera, medan andra slagits ihop. Systematiken nedan följer AviList.
Underfamilj: Lövkastare och minerare (Sclerurinae) – urskiljs av vissa som en egen familj, Scleruridae
- Släkte Sclerurus – 7 arter lövkastare
- Släkte Geositta – 11 arter minerare

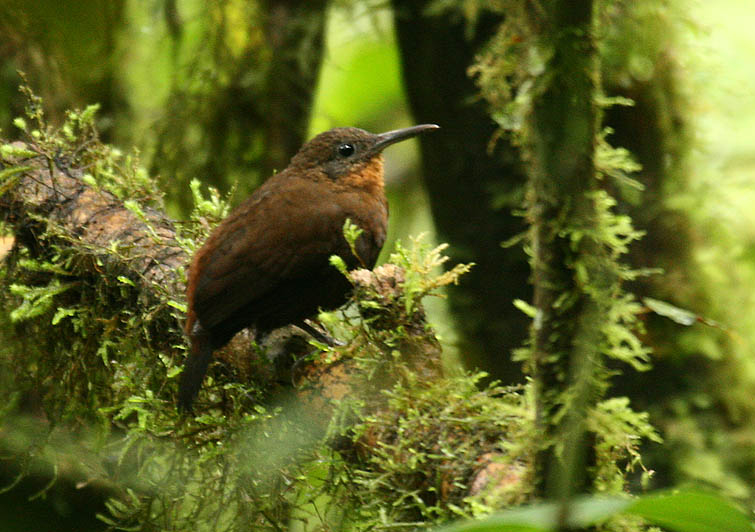
Roststrupig lövkastare (Sclerurus mexicanus)

Underfamilj: Trädklättrare (Dendrocolaptinae) – urkiljs av vissa som en egen familj, Dendrocolaptidae
- Släkte Glyphorynchus – kilnäbbad trädklättrare
- Släkte Certhiasomus – fläckstrupig trädklättrare
- Släkte Sittasomus – gråhuvad trädklättrare
- Släkte Deconychura – 3 arter
- Släkte Dendrocincla – 6 arter
- Släkte Nasica – långnäbbad trädklättrare
- Släkte Dendrexetastes – pärlhalsad trädklättrare
- Släkte Dendrocolaptes – 5 arter

- Släkte Hylexetastes – 3 arter
- Släkte Xiphocolaptes – 4 arter
- Släkte Xiphorhynchus – 13 arter
- Släkte Dendroplex – 2 arter

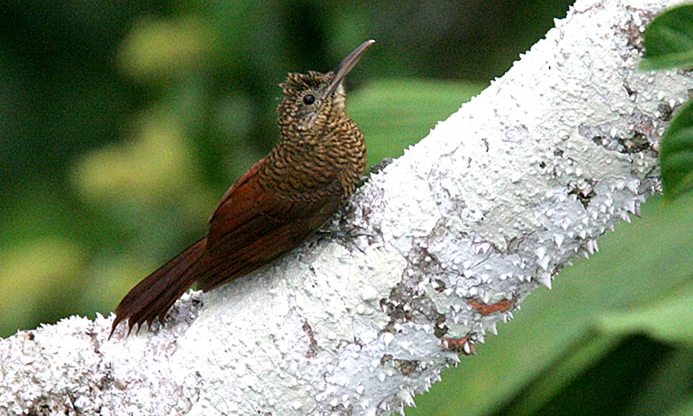
Vattrad trädklättrare (Dendrocolaptes certhia)

- Släkte Campylorhamphus – 6 arter skärnäbbar

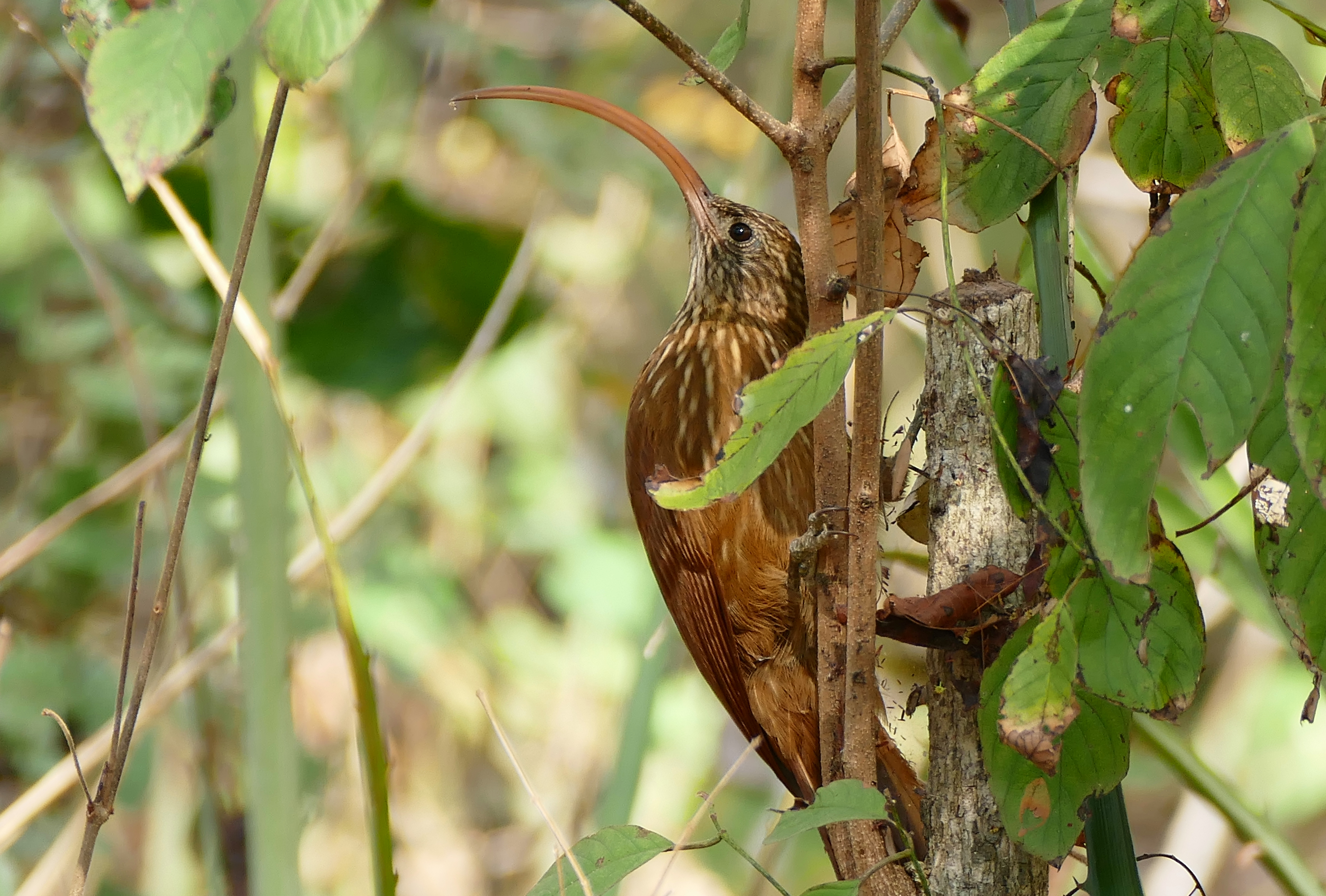
Rödnäbbad skärnäbb (Campylorhamphus trochilirostris)

- Släkte Drymornis – sabelnäbbad trädklättrare
- Släkte Drymotoxeres – större skärnäbb
- Släkte Lepidocolaptes – 11 arter

Underfamilj: Uppnäbbar (Xenopinae)
- Släkte Xenops – 5 arter

Underfamilj Egentliga ugnfåglar (Furnariinae)
Tribus Berlepschiini
- Släkte Berlepschia  – palmkrypare

Tribus Pygarrhichadini
- Släkte Microxenops – rödstjärtad trädlöpare
- Släkte Pygarrhichas – vitstrupig trädlöpare
- Släkte Ochetorhynchus – 4 arter, inkluderar Eremobius och Chilia

Tribus Margarornini

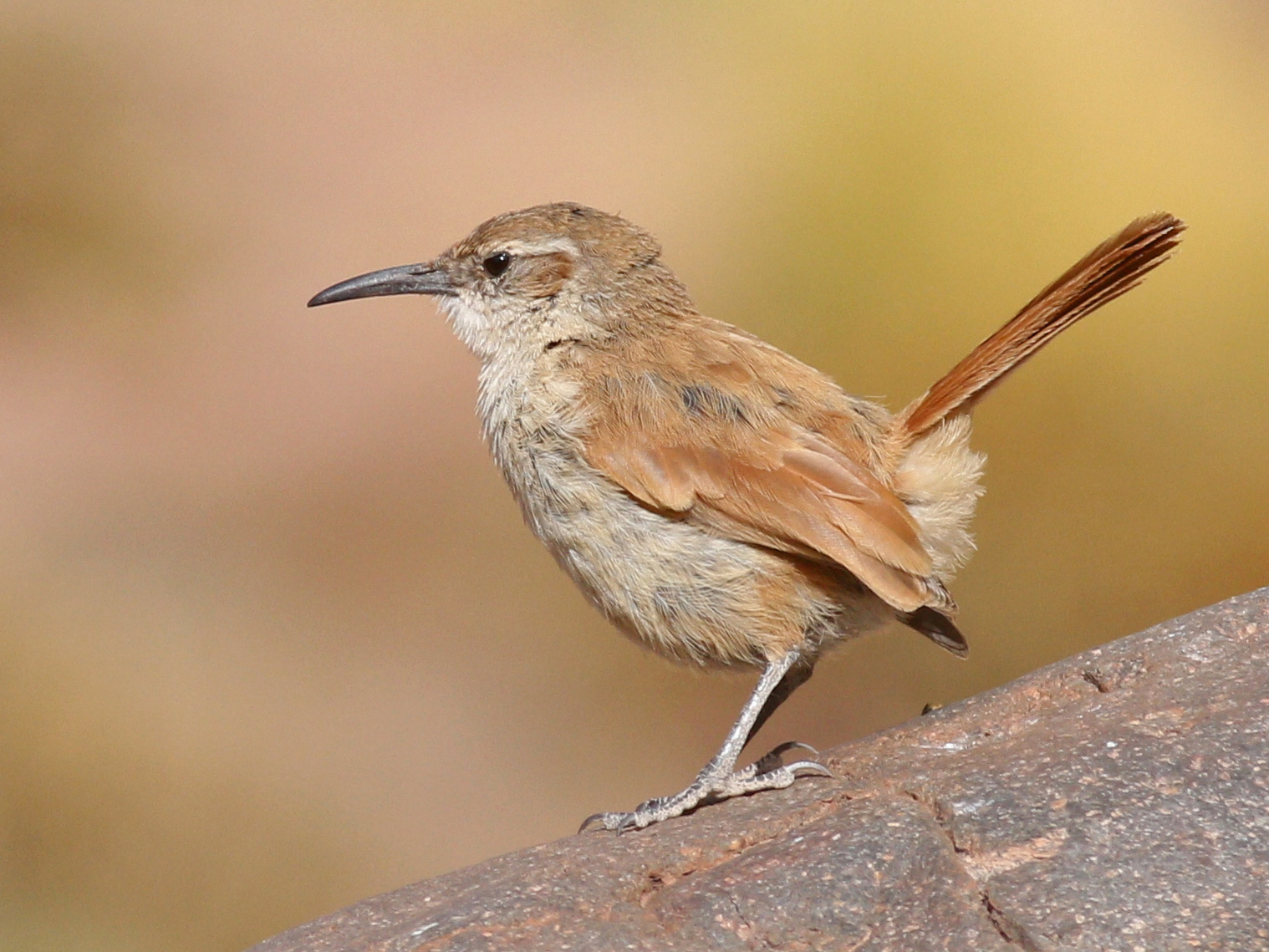
Klippmarkkrypare (Ochetorhynchus andaecola)

- Släkte Premnoplex – 2 piggstjärtar
- Släkte Margarornis – 4 arter trädlöpare

Tribus Philydorini
- Släkte Cichlocolaptes – 2 arter lövletare, varav 1 utdöd
- Släkte Heliobletus – spetsnäbbad trädletare
- Släkte Philydor – 3 arter lövletare
- Släkte Anabazenops – 2 arter lövletare
- Släkte Neophylidor – 2 arter lövletare
- Släkte Megaxenops – uppnäbbad lövletare
- Släkte Anabacerthia – 5 arter lövletare
- Släkte Syndactyla – 8 arter lövletare, inklusive mejselnäbbarna (Simoxenops)

- Släkte Ancistrops – krumnäbb

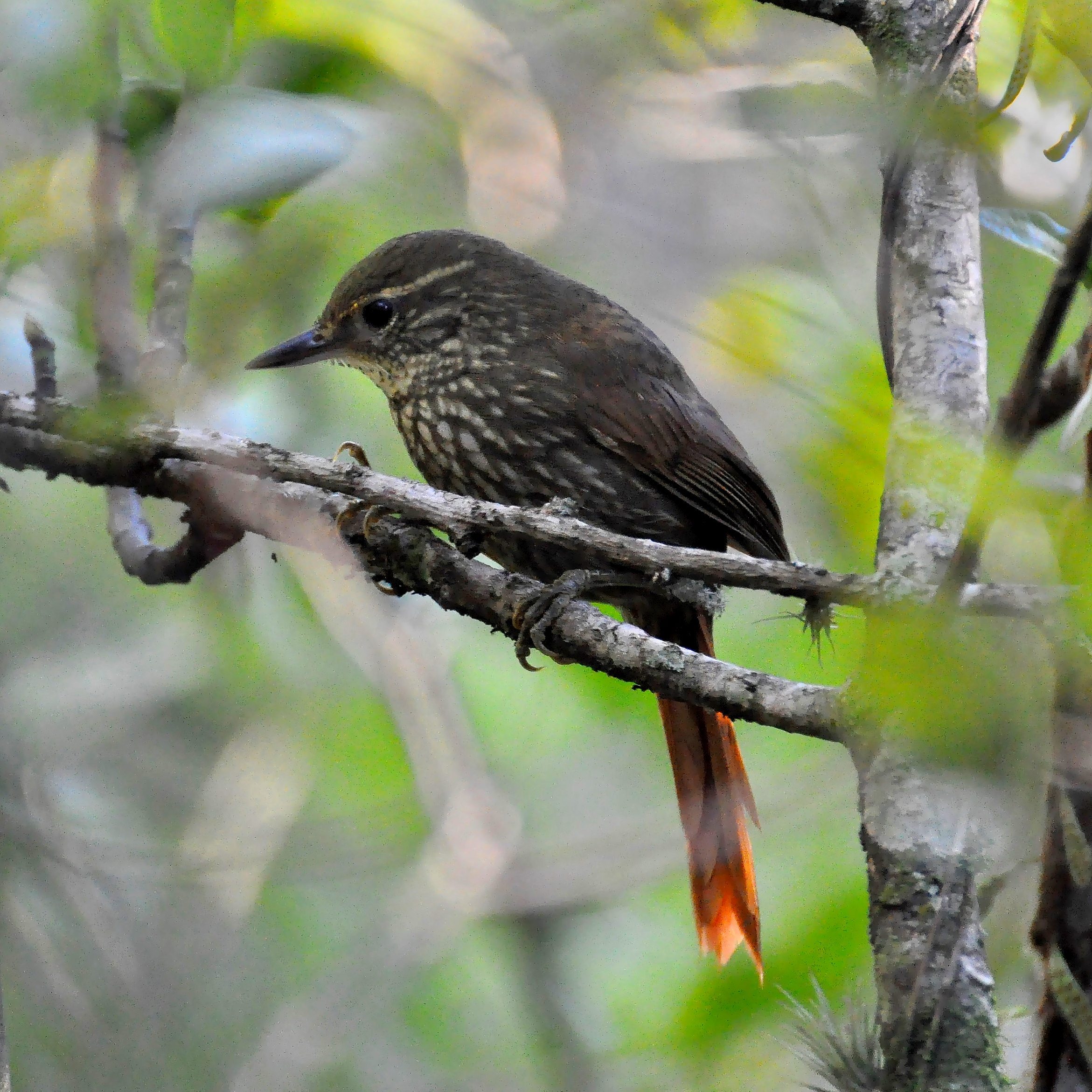
Brunbrynad lövletare (Syndactyla rufosuperciliata)

- Släkte Dendroma – 2 arter lövletare, tidigare i Philydor
- Släkte Clibanornis – 5 arter lövletare
- Släkte Thripadectes – 7 arter trädletare
- Släkte Automolus – 11 arter lövletare

Tribus Furnarinii
- Släkte Tarphonomus – två markkrypare, tidigare i Upucerthia
- Släkte Premnornis – stamkrypare
- Släkte Pseudocolaptes – 3 arter ullkragar
- Släkte Lochmias – bäcksmyg
- Släkte Limnornis – rörsmyg
- Släkte Phleocryptes – sävsmyg
- Släkte Furnarius – 8 arter horneror

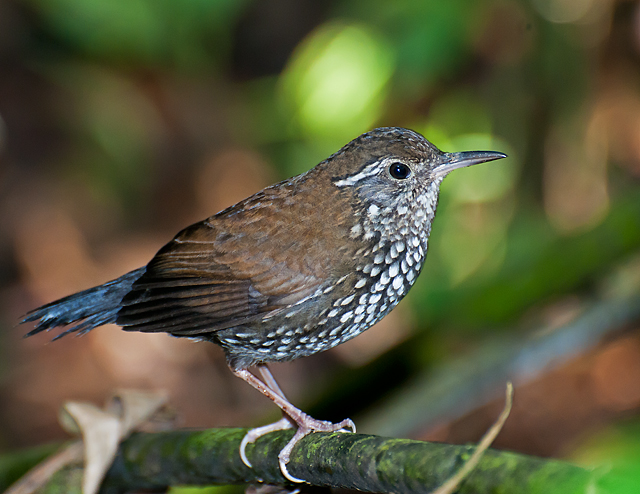
Bäcksmyg (Lochmias nematura)

- Släkte Geocerthia – strimmig cinklod, tidigare i Upucerthia
- Släkte Upucerthia – 4 arter cinkloder, tidigare i Upucerthia
- Släkte Cinclodes – 15 arter cinkloder

Tribus Synallaxini
- Släkte Aphrastura – 2 arter törnstjärtar
- Släkte Sylviorthorhynchus – 2 arter strötstjärtar
- Släkte Leptasthenura – 9 arter sprötstjärtar

- Släkte Anumbius – lärksnårlöpare

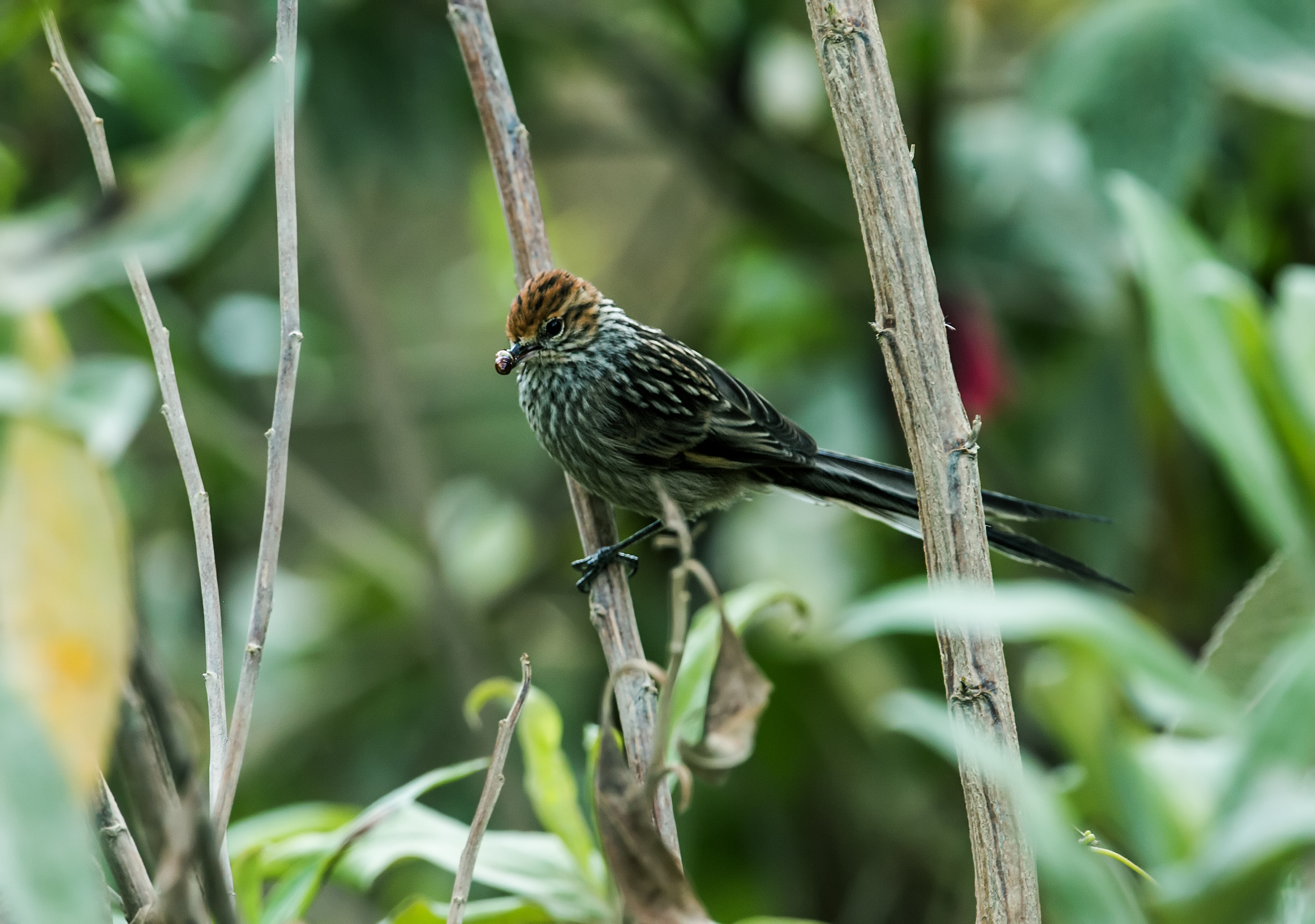
Rostkronad sprötstjärt (Leptasthenura pileata)

- Släkte Coryphistera – kvistsamlare
- Släkte Phacellodomus – 10 arter törnfåglar
- Släkte Hellmayrea – vitbrynad taggstjärt
- Släkte Asthenes – 28 arter kanastero
- Släkte Spartonoica – träsksmyg
- Släkte Pseudoseisura – 4 arter törnskrikor
- Släkte Acrobatornis – akrobatfågel
- Släkte Metopothrix – guldpanna
- Släkte Xenerpestes – 2 arter gråstjärtar
- Släkte Siptornis – glasögontaggstjärt
- Släkte Roraimia – roraimamjukstjärt
- Släkte Thripophaga – 5 arter mjukstjärtar
- Släkte Limnoctites – 2 arter sumpjägare
- Släkte Cranioleuca – 20 arter taggstjärtar
- Släkte Pseudasthenes – 4 arter kanastero, tidigare i Asthenes
- Släkte Mazaria – vitbukig taggstjärt, tidigare i Synallaxis
- Släkte Schoeniophylax – chotoytaggstjärt
- Släkte Certhiaxis – 2 arter taggstjärtar
- Släkte Synallaxis – 37 arter taggstjärtar, inklusive Gyalophylax och Siptornopsis

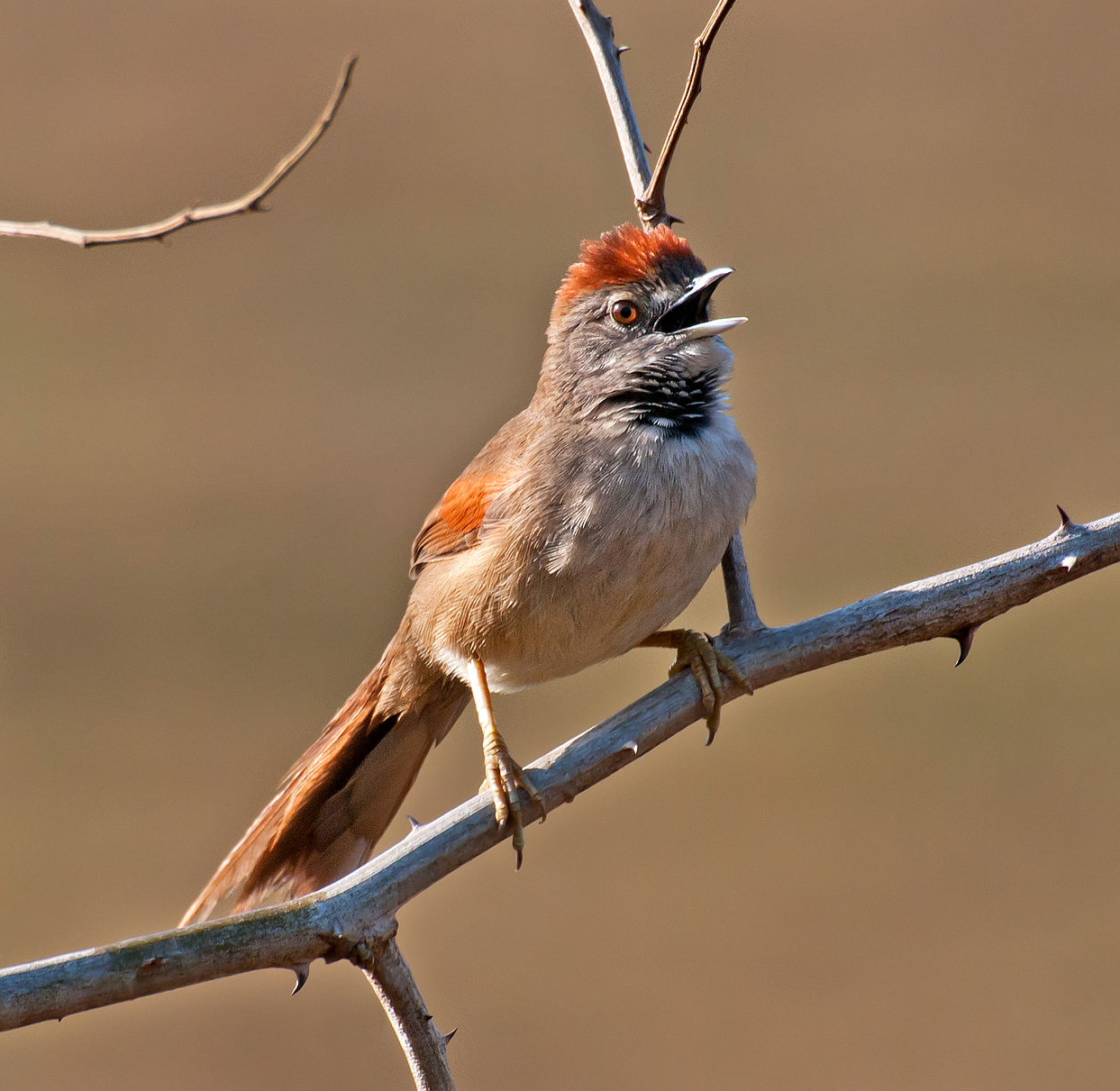
Blekbröstad taggstjärt (Synallaxis albescens)